# راتناویتسا (شهرستان سانوک)
راتناویتسا (به لهستانی:  Ratnawica) یک روستا در لهستان است که در گمینا بوکووسکو واقع شده‌است. راتناویتسا ۰ نفر جمعیت دارد.